# Записки кирпатого Мефістофеля
«Записки кирпатого Мефістофеля» — роман українського письменника Володимира Винниченка, один із ключових у його творчості. Це один із творів другого періоду творчості поета (дослідниця Валентина Харкун назвала цей період «експериментальним марафоном»[джерело?]), його літературна реакція на поразку революції та національного руху[джерело?], роман про «нову сім'ю» та «нову мораль».

## Історія створення
Володимир Винниченко написав роман «Записки Кирпатого Мефістофеля» 1916 року, це був його останній роман перед революцією 1917 р. З'явився він спершу 1917-го у російському перекладі в альманаху «Земля», який видавався в Москві, а потім, того ж року, в українських журналах «Промінь» та «Літературно-науковий вісник». Популярним роман став одразу[джерело?], люди шукали у способі життя головного героя рецепти для власного: нову модель сім'ї, нові цінності, нові погляди на стосунки між статями.
Літературна критика одразу зауважила вихід нового роману і розцінила його як новий етап у творчості письменника, позначений, зокрема, глибшим психологізмом. Дослідники роману навіть стверджують, що вся романістика та драматургія написана автором у 1906—1916 роках були претекстами «Записок…»[джерело?], настільки повно автор відобразив у романі свої погляди. В анонсах на роман зазначалося: «Прекрасна аналіза, барвисті малюнки розпаду протиріч зневіреного інтелігента і буржуазної сім'ї». Рецензували роман у 1920-х ― 1930-х роках Ол. Грушевський, М. Жученко, Арсеній Мерич (псевд. Августи Даманської), Я. Айзеншток, І. Очинський, Ю. Шерех та ін.[джерело?]
Звичайно, відгуки були неоднорідні. Поряд з аргументованими висновками, зробленими на підставі аналізу роману, звучала й різка критика (переважно на адресу автора, його політичних поглядів). Крім того, майже всі дослідники творчості Винниченка вказують на наявність інтертекстуальних зв'язків, автобіографічних рис. Так, Біла Шапочка дуже схожа на його кохану Коху, дружину Розалію Винниченко, а образ Клавдії ― це образ, відтворений з особистого життя письменника (мав коханку німкеню Люсю, яка завагітніла від письменника, народила сина. Але дитина за кілька місяців померла[джерело?]).
Основне питання твору, яке намагається дослідити головний герой ― це співвідношення розуму й інстинкту. З цієї позиції досліджується питання любові як такої (акцент на покликах плоті був тим новим, що з'являлося в українській прозі початку XX ст. у зображенні стосунків між статями).

## Значення в українській літературі
Роман «Записки Кирпатого Мефістофеля» ― один із фрагментів експериментального мислення Володимира Винниченка, його найповніший та останній роман на тему проблематики перелюбства, розлучення, життя на віру, визнання легального права опіки над дітьми, аборт, він також звертається до деяких основних проблем людського існування, розмірковує над значенням правди, любові та подружжя, конфліктом поміж розумом та ірраціональністю, які мають суттєве значення для всіх поколінь.
Після написання «Записок», відставки з посади керівника уряду УНР й тепер уже остаточною еміграцією, починається нова сторінка Винниченкової творчості, у якій його цікавитимуть інші теми.

## Сюжет
Роман має декілька сюжетних ліній, які об'єднує головний герой ― успішний адвокат, «гравець у життя» ― Яків Михайлюк на прізвисько «Кирпатий Мефістофель». Саме від його імені й ведеться оповідь, тому події в романі читач сприймає крізь призму свідомості Михайлюка.
Перша сюжетна лінія ― це зв'язок із Сонею, дружиною колишнього партійного товариша Дмитра Сосницького. У неї є син Андрійко, але хто його батько (законний чоловік чи Кирпатий Мефістофель) вона й сама не знає. Цей факт мучить головного героя, але й викликає ніжні почуття до хлопця. Долю «трикутника» вирішить згодом фізична схожість малого з Дмитром.
Ще одна лінія пов'язана з безвольним чоловічком Панасом Павловичем Кривулею, якому Михайлюк-адвокат, непомітно граючись у свої психологічні ігри, «допомагає» порадами й діями (викрадення сина) розлучитися з дружиною, щоб піти до коханої жінки, гарної, вихованої та скромної Олександри. Така афера, була б успішною і безболісною, якби не дві перешкоди ― діти й осуд суспільства.
А найдраматичніша сюжетна лінія починається зі знайомства Мефістофеля з матір'ю-одиначкою Клавдією Петрівною, яке поступово переростає в інтимні стосунки. Для нього це проста доброчинність, швидкоплинний роман заради задоволення. Однак коли він йде від неї й зустрічає зовсім несподівано своє справжнє кохання, ладен одружитися з красивою, розумною та молодою дівчиною, яку лагідно називає Білою Шапочкою, повертається забута Клава. І все б нічого, але виявляється, що в неї народився його син Міка. Такий розвиток подій є неочікуваним для Михайлюка і навіть руйнівним. Зрештою ненависна, чужа жінка, його помилка, стає ріднішою за ту, яку щиро кохає…На героя, для якого все життя була гра, де він міг контролювати усіх гравців за допомогою грошей чи звичайної маніпуляції, випадає вибір: кохання чи обов'язок.

## Головні персонажі
Серед низки персонажів чітко виділяється одна постать ― Яків Васильович Михайлюк. Він є «автором» (наратором) і головним героєм ― композиційною вертикаллю твору. У своїй монографії «Роман Володимира Винниченка „Записки Кирпатого Мефістофеля“: генерика, семіосфера, імагологія: Монографія» дослідниця Валентина Харкун класифікує персонажів так:
- розчарований в революції інтелігент;
- тип філістера, герой-ренегат (А.Річицький);
- інтелігент (П.Христюк);
- герой-ідеолог (О.Дорошевич);
- анархіст-індивідуаліст (К.Арабажин);
- майстерний портрет ренегатства (Ф.Неуважний);
- рефлектуючий інтелігент (М.Слабошпицький).
- Клавдія Петрівна.
- син Міка.

## Цитати
- «Сім'ю не можна зруйнувати збоку. Вона завсіди розпадається зсередини».
- «Кожний любить свою молодість, кожний з солодким болем скидує з неї все, що було колись брудного, й лишає собі тільки саме радісне, зворушливе».
- «Найпевніша ознака самотніх та, що вони нічого й нікого не люблять».
- «Мені приємно заманити чоловіка на саму гору й зіпхнути його вниз. І той момент, коли в очах, розширених надією й захватом, блискає жах, — є найкращий».
- «Моральність — це рожева пудра на законах природи».
- «Боже, як мало людині треба, щоб вона була щаслива!».
- «Родина, діти — от ця незрозуміла, могутня сила, яка часто ламає всі закони нашої логіки, всі розуміння розумного, цільного, гарного».
- «Закоханість не є любов. Любов приходить тоді, як одходить закоханість».

## Видання
- Винниченко В. Записки Кирпатого Мефістофеля [Архівовано 2 жовтня 2021 у Wayback Machine.]: Роман. — Ляйпціг: Українська Накладня, б.д. — 313 с.
- Винниченко В. Записки Кирпатого Мефістофеля [Архівовано 23 вересня 2020 у Wayback Machine.]: Роман / Володимир Винниченко. — Харків: Фоліо, 2014. — 217, 2 с. — (Шкільна бібліотека української та світової літератури).
- Володимир Винниченко «Записки Кирпатого Мефістотеля». Київ: Віхола, 2023.

## Екранізація
За мотивами роману український кінорежисер Юрій
Ляшенко зняв однойменний фільм (1994), який отримав нагороди і премію
«Деметра».[джерело?]